# Ludovico Francesco Gonzaga
Ludovico Francesco Gonzaga (6 giugno 1602 – 13 aprile 1630) è stato un militare italiano, quarto marchese di Palazzolo.

## Biografia
Era figlio di Claudio I Gonzaga e di Elena Aliprandi e morì di peste nel 1630.
Alla sua morte gli succedette il fratello Giulio Cesare.

## Discendenza
Ludovico Francesco sposò Caterina Gonzaga, figlia di Mario dei Gonzaga di Novellara, ed ebbero cinque figli:
- Maria (1628-1688), monaca;
- N.N. (?-1630);
- Luigi Francesco (1630-1637);
- Elena, sposò Antonio Grimani. Fu la madre del cardinale Vincenzo Grimani;
- Claudio (?-1637), religioso.

## Ascendenza
|                                         |   |                          | Genitori |  |  | Nonni |  |  | Bisnonni                   |  |  | Trisnonni                      |  |
|                                         |   |                          |          |  |  |       |  |  | Luigi Gonzaga di Palazzolo |  |  | Giampiero Gonzaga di Palazzolo |  |
|                                         |   |                          |          |  |  |       |  |  | Luigi Gonzaga di Palazzolo |  |  | Giampiero Gonzaga di Palazzolo |  |
|                                         |   | …                        |          |  |  |       |  |  | Luigi Gonzaga di Palazzolo |  |  |                                |  |
| Silvio Gonzaga                          |   |                          |          |  |  |       |  |  | Luigi Gonzaga di Palazzolo |  |  |                                |  |
|                                         |   | …                        | …        |  |  |       |  |  |                            |  |  |                                |  |
|                                         |   | …                        | …        |  |  |       |  |  |                            |  |  |                                |  |
|                                         |   | …                        | …        |  |  |       |  |  |                            |  |  |                                |  |
| Claudio I Gonzaga                       |   | …                        |          |  |  |       |  |  |                            |  |  |                                |  |
|                                         |   | Paolo Vincenzo Lomellini | …        |  |  |       |  |  |                            |  |  |                                |  |
|                                         |   | Paolo Vincenzo Lomellini | …        |  |  |       |  |  |                            |  |  |                                |  |
|                                         |   | Paolo Vincenzo Lomellini | …        |  |  |       |  |  |                            |  |  |                                |  |
| Claudia Lomellini                       |   | Paolo Vincenzo Lomellini |          |  |  |       |  |  |                            |  |  |                                |  |
|                                         |   | …                        | …        |  |  |       |  |  |                            |  |  |                                |  |
|                                         |   | …                        | …        |  |  |       |  |  |                            |  |  |                                |  |
|                                         |   | …                        | …        |  |  |       |  |  |                            |  |  |                                |  |
| Ludovico Francesco Gonzaga di Palazzolo |   | …                        |          |  |  |       |  |  |                            |  |  |                                |  |
|                                         | … | …                        |          |  |  |       |  |  |                            |  |  |                                |  |
|                                         | … | …                        |          |  |  |       |  |  |                            |  |  |                                |  |
|                                         | … | …                        |          |  |  |       |  |  |                            |  |  |                                |  |
| Giovanni Antonio Aliprandi              | … |                          |          |  |  |       |  |  |                            |  |  |                                |  |
|                                         |   | …                        | …        |  |  |       |  |  |                            |  |  |                                |  |
|                                         |   | …                        | …        |  |  |       |  |  |                            |  |  |                                |  |
|                                         |   | …                        | …        |  |  |       |  |  |                            |  |  |                                |  |
| Elena Aliprandi                         |   | …                        |          |  |  |       |  |  |                            |  |  |                                |  |
|                                         |   | …                        | …        |  |  |       |  |  |                            |  |  |                                |  |
|                                         |   | …                        | …        |  |  |       |  |  |                            |  |  |                                |  |
|                                         |   | …                        | …        |  |  |       |  |  |                            |  |  |                                |  |
| Camilla Pavesi                          |   | …                        |          |  |  |       |  |  |                            |  |  |                                |  |
|                                         |   | …                        | …        |  |  |       |  |  |                            |  |  |                                |  |
|                                         |   | …                        | …        |  |  |       |  |  |                            |  |  |                                |  |
|                                         |   | …                        | …        |  |  |       |  |  |                            |  |  |                                |  |
|                                         |   | …                        |          |  |  |       |  |  |                            |  |  |                                |  |